# Johann Konrad Kreidenmann

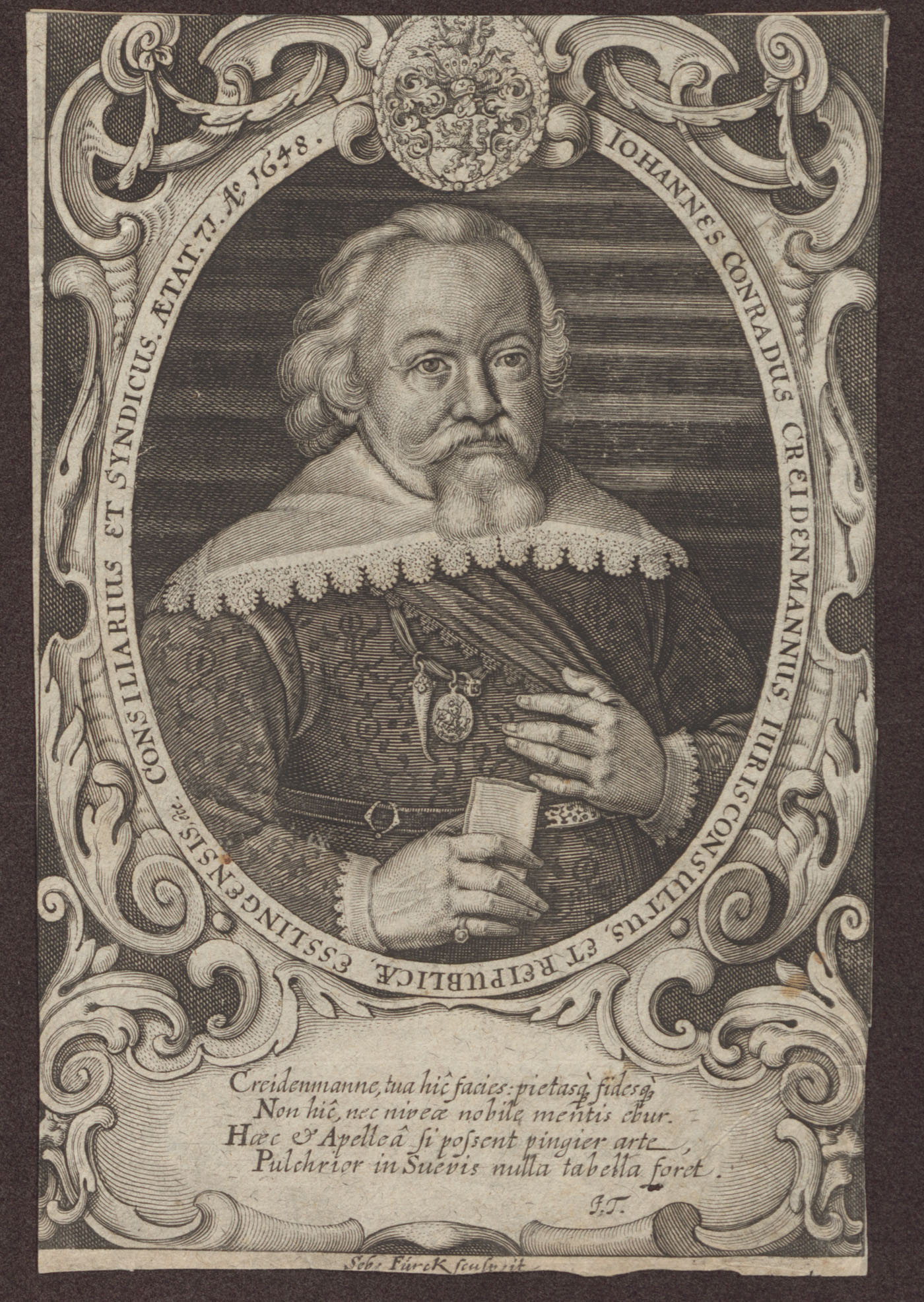
Johann Konrad Kreidenmann, Kupferstich von Sebastian Furck

Johann Konrad Kreidenmann (auch: Kreidemann oder Pfister; * 10. Oktober 1577 in Lindau (Bodensee); † 6. März 1655 in Esslingen am Neckar) war ein deutscher Jurist. 

## Leben
Johann Konrad Kreidenmann war ein Sohn des Lindauer Rats- und Handelsherrn Ludwig Pfister, genannt Kreidenmann (1542–1596), und der Barbara Schenckh, genannt Schweizer. Der Vater erhielt 1574 von Kaiser Maximilian II. einen Wappenbrief. Nach dem Besuch der Lateinschule in Lindau und des Gymnasiums in Ulm begann Kreidenmann 1585 sein Studium der Philosophie und der Principia iuris an der Universität in Straßburg. In Straßburg kam er bei seinem Vetter Philipp Marbach unter. An der Universität Marburg setzte er seine Studien unter anderem unter Hermann Vultejus und Johannes Goddaeus fort. 1601 promovierte er zum Doktor beider Rechte an der Universität Tübingen und heiratete Regina Fleiner, Tochter von Johann Lienhart Fleiner, der Stadtsyndikus in Esslingen und juristischer Rat der freien Reichsritterschaft in Schwaben war. Im Jahr 1602 wurde er zweiter Jurist der Stadt Esslingen. Nach dem Tod seines Schwiegervaters folgte Johann Konrad Kreidenmann ihm auf das Amt des Stadtsynidus und des Ritterrats. Seine Arbeit führte ihn durch Deutschland und die Schweiz, unter anderem als kaiserlicher Kommissar. Er besaß mehrere Häuser in Esslingen. Johann Konrad Kreidenmann starb am 6. März 1655 im Alter von 77 Jahren in Esslingen an den Folgen eines Schlagflusses. Sein Schwiegersohn Philipp Knipschild folgte ihm als Stadtsynidus und Ritterrat nach.
Nach dem Tod seiner ersten Ehefrau Regina im Jahr 1636 heiratete Keidenmann die Witwe Margaretha Zweiffel, geborene Gilg. Sie starb im Jahr 1648. Der Rechtshistoriker Johann Philipp Datt war ein Ur-Enkel Kreidenmanns.

## Ehrungen
- 1651: Goldmedaille des Magistrats der Stadt Esslingen
- 1652: Ehrentitel Pater patriae

## Schriften (Auswahl)
Kreidenmann verfasste auch zahlreiche juristische, politische, ökonomische, historische und moralische Schriften. Im Folgenden wird eine Auswahl aufgezählt:
- 1620: Von der Verfassung der Reichsstadt Esslingen
- 1626: Erbrechtsstatus
- 1636: Vertrauliche Bedenckhen hiesige Stadt angehend (Tractatus de juribus et privilegiis civitatis imperialis Esslingensis)
- 1640: Von adlichen Stifftern, Verzichten, Ritter-Rath, Correspondentz zwischen den drey Ritter-Creissen, item von des Teutschen Adelswürde